# Théo Zidane
Pour les articles homonymes, voir Zidane (homonymie).
Théo Zidane, né le 18 mai 2002 à Marseille, est un footballeur français qui évolue au poste de milieu de terrain au Córdoba CF.

## Biographie
Né le 18 mai 2002 à Marseille, Théo Zidane est le troisième fils de Zinédine Zidane et de Véronique Fernandez Lentisco,. Il a trois frères : Enzo (1995-), Luca (1998-) et Elyaz (2005-), également footballeurs. Comme ses frères, il fut scolarisé au lycée français de Madrid.
Théo Zidane évolue au poste de meneur de jeu ou milieu relayeur.

### En club
En 2008, Théo Zidane débute le football à l'âge de six ans dans le club du CD Canillas (en), avant de rejoindre le centre de formation du Real Madrid en 2010 et d'évoluer dans les équipes jeunes du club Merengue. En novembre 2019, il fait ses débuts en UEFA Youth League (moins de 19 ans) face au Paris Saint-Germain (victoire 6-3). À la fin de la saison, les jeunes du Real remportent la compétition,.
En septembre 2020, il joue sa première rencontre avec le Real Madrid Castilla lors d'un match amical face au CF Pozuel (en) où il inscrit un but (victoire 3-0). Au fil des saisons, il se fait une place au sein de l'équipe réserve du Real entraînée par Raúl,, disputant plus de quatre-vingt-dix matchs de Segunda División B en quatre saisons. À l'été 2023, il prolonge son contrat d'un an avec le club madrilène, alors qu'il est décrit comme un « cadre indéboulonnable » de l'équipe.
En novembre 2023, il est retenu dans le groupe du Real Madrid par Carlo Ancelotti, pour affronter le SSC Napoli en Ligue des champions, mais Théo Zidane n'entre pas en jeu (victoire 4-2).
Arrivé en fin de contrat à l'été 2024, il s'engage pour deux saisons avec le Córdoba CF, club pensionnaire de Segunda División.

### En sélection
En mai 2018, il est appelé pour la première fois en équipe de France des moins de 16 ans pour affronter l'Allemagne (en) en match amical. Entré à la 41e minute de jeu pour remplacer Adil Aouchiche, la France s'incline à domicile sur le score de 3-2,.
En octobre 2018, il est convoqué par Jean-Claude Giuntini, sélectionneur de l'équipe de France des moins de 17 ans, pour disputer trois matchs comptant pour les éliminatoires de l'Euro 2019 (en) en Pologne. Il inscrit deux buts ; un contre le Luxembourg (victoire 4-0) et un autre face au pays hôte, la Pologne (victoire 3-1).  En avril 2019, il fait partie des vingt joueurs sélectionnés pour disputer le championnat d'Europe U17 en Irlande. Les Bleuets s'inclinent en demi-finale face à l'Italie sur le score de 2-1,.
En 2021, il connaît quatre sélections en équipe de France des moins de 20 ans, entraînée par Bernard Diomède,.

### Vie privée
Depuis 2021, il est en couple avec Alba Lorini. Originaire de Lille, elle est diplômée d'une licence en commerce international.

## Style de jeu
Évoluant au poste de meneur de jeu ou milieu relayeur, Théo Zidane est décrit comme un joueur « très créatif » qui impose sa vision du jeu au milieu de terrain
avec un bon toucher de balle, mais ses mouvements manquent de vitesse.

## Statistiques
| Saison                | Club                  | Championnat           | Championnat | Championnat | Championnat | Coupe(s) nationale(s) | Coupe(s) nationale(s) | Coupe(s) nationale(s) | Total | Total | Total |
| Saison                | Club                  | Division              | M.          | B.          | P.d.        | M.                    | B.                    | P.d.                  | M.    | B.    | P.d.  |
| 2020-2021             | Real Madrid Castilla  | Segunda División B    | 3           | 0           | 0           | -                     | -                     | -                     | 3     | 0     | 0     |
| 2021-2022             | Real Madrid Castilla  | Segunda División B    | 22          | 0           | 0           | -                     | -                     | -                     | 22    | 0     | 0     |
| 2022-2023             | Real Madrid Castilla  | Segunda División B    | 31          | 1           | 0           | 1                     | 0                     | 0                     | 32    | 1     | 0     |
| 2023-2024             | Real Madrid Castilla  | Segunda División B    | 37          | 2           | 4           | -                     | -                     | -                     | 37    | 2     | 4     |
| Sous-total            | Sous-total            | Sous-total            | 93          | 3           | 4           | 1                     | 0                     | 0                     | 94    | 3     | 4     |
| 2024-2025             | Córdoba CF            | Segunda División      | 23          | 3           | 1           | 1                     | 0                     | 0                     | 24    | 3     | 1     |
| Total sur la carrière | Total sur la carrière | Total sur la carrière | 116         | 6           | 5           | 2                     | 0                     | 0                     | 118   | 6     | 5     |

## Palmarès
- Real Madrid U19
  - UEFA Youth League
    - 2019-2020 : Vainqueur